# Art Farmer Plays Standards
Art Farmer Plays Standard è un album di Art Farmer, pubblicato dalla PAO Records nel 2000. Il disco, l'ultimo inciso dal trombettista prima della sua morte avvenuta nel 1999, fu registrato il 6 e 7 febbraio 1998 nello Studio S-5 di Radio Cracovia in Polonia.

## Tracce
1. Line for Lions – 6:30 (Gerry Mulligan)
2. Speak Low – 5:58 (Ogden Nash, Kurt Weill)
3. A Time for Love – 6:12 (Johnny Mandel, Paul Francis Webster)
4. It's You or No One – 4:24 (Sammy Cahn, Jule Styne)
5. Indian Summer – 7:04 (Al Dubin, Victor Herbert)
6. High Fly – 6:02 (Randy Weston)
7. Bubbles – 8:50 (Rubin Henkel)
8. Love Letters – 5:45 (Edward Heyman, Victor Young)
9. Shiny Stockings – 5:59 (Frank Foster)
10. Darn That Dream – 5:21 (Eddie De Lange, James Van Heusen)

## Musicisti
- Art Farmer - tromba
- Jarek Smietana - chitarra
- Jacek Niedziela - basso (tranne brano: 6)
- Antoni Debski - basso (solo nel brano: 6)
- Adam Czerwinski - batteria